# Juan Catarecha
Juan Catarecha (Borja, siglo XVII-Borja, 1751) fue un compositor y maestro de capilla español.

## Biografía
Nacido en Borja, a finales del siglo XVII, recibió sus estudios de música en la Colegiata de Borja, junto con su hermano Antonio. Ambos eran huérfanos y pobres, por lo que el cabildo les proporcionaba una pequeña ayuda.
Es probable que finalizara sus estudios musicales en la Catedral de Tudela, ya que en 1704 el cabildo borjano trató de buscarle allí un puesto de músico. No hay constancia de su paso por Tudela, pero es probable que pasase un tiempo en Tudela.
En 1714 fue nombrado sacristán de la Colegiata de Borja. Su empleo como sacristán parece que fue un ardid para colocarlo como músico, ya que poco después se le nombra ya como «Juan Catarecha, músico» y se menciona que se aloja en la casa de Barasuán, «con sus tíos». En 1718 trató de conseguir el «beneficio de San Nicolás», creado por la cofradía de San Nicolás para un músico, pero lo perdió a favor de mosén José Cuber, tenor en la Catedral de Tarazona.
En 1724 falleció el maestro Domingo Ximénez, maestro de capilla de Borja, y Catarecha se ofreció a ocupar el cargo, pero el cabildo se decidió por José Ximénez, hermano del anterior. Sin embargo el cabildo le ofreció «componer las obras necesarias y dar lección a los sirvientes», trabajos que correspondían al maestro de capilla y que le permitieron mejorar su sueldo. En realidad, a partir de 1724 ejerció el magisterio bajo la supervisión de José Ximénez sin ocupar oficialmente el cargo, probablemente debido a que Catarecha era laico y estaba casado.
Sin embargo el dinero no era suficiente para mantener a la familia, por lo que en 1726 se encargó al «licenciado Juan Catarecha, contralto de esta iglesia» el cuidado del reloj de la torre, lo que alivió algo sus problemas pecuniarios.
En 1728 consiguió la ración fundada por Catalina Ferrón bajo la invocación de San Ildefonso. Poco después pudo dejar el cargo de «relojero» aduciendo motivos de salud. En esa época ya era considerado maestro de capilla, sin haber ocupado el cargo de forma oficial. De hecho, en 1730 hubo un problema cuando uno de los perdedores en las oposiciones al magisterio de Corella impugnó el resultado, alegando que Catarecha, que formaba parte del jurado, no era maestro de capilla. El cabildo de Borja, a instancias del alcalde, certificó que «dicho Catarecha no tiene la capellanía por ser casado, pero en todo exerce y es reconocido por tal maestro de capilla».
Las dificultades económicas continuaron y en 1749 los capitulares contribuyeron dinero para paliar «la enfermedad que padece su familia». Catarecha falleció dos años más tarde, en 1751, siendo sustituido en el cargo por Salvador de Allo.